# 联合国特权和豁免公约
联合国特权和豁免公约（英語：Convention on the Privileges and Immunities of the United Nations）是1946年通过的联合国公约，于1946年9月17日生效。

## 内容
公约规定联合国在会员国领土内应享受：
- 为了执行职务和完成某项宗旨所必需的法律行为能力；
- 为了完成某项宗旨所必需的外交特权及豁免。

规定联合国会员国代表和联合国职员应享受：
- 为了独立行使相关职务所必需的特权及豁免。

公约（第二到六条）在财产款项及资产、交通便利，会员国代表、职员、负联合国使命之专家等方面对特权及豁免进行了具体说明。
公约第七条规定了联合国通行证的颁布和管理办法。

## 批准情形
截至目前，162各会员国批准了公约。同时多数会员国都做了各种程度上的声明和保留。